# Cártel de Caborca
El Cártel de Caborca es una organización criminal mexicana. Estuvo comandada por el veterano criminal Rafael Caro Quintero, (fundador del extinto Cártel de Guadalajara) hasta su detención. Concentra sus operaciones de trasiego de droga en el municipio fronterizo de Caborca. En la actualidad el grupo tiene una disputa con el cártel de Los Chapitos, combatiendo las rutas de tráfico de fentanilo y metanfetamina.
El grupo se alió con el Cártel de Juárez esto para disputar  las zonas de Sonora y Chihuahua, habiendo reagrupado sus fuerzas y decidiendo disputar el territorio de su antiguo socio Joaquín Guzmán Loera.

## Historia
Según la Secretaría de Marina advirtió del creciente conflicto entre células delincuenciales Los Páez y/o Los Paleteros (al mando Rodrigo Páez Quintero sobrino de Rafael Caro Quintero) y Los Cazadores junto a Los Salazar, (células afines al Cártel de Sinaloa), provocando un aumento en los homicidios dolosos en el estado de Sonora.
Desde inicios de 2020 diversos narcomensajes adjudicados al Cártel de Caborca dejados comúnmente después de enfrentamientos armados, refiriendo que Caro Quintero viene por los territorios que "le pertenecen". No fue hasta enero de 2021 cuando las fuentes de inteligencia federales confirmaron que Rafael Caro Quintero maneja el cártel, además de que la organización juega un papel importante en el trasiego de fentanilo hacía los Estados Unidos.  Además mencionan que el principal objetivo de Rafael Caro Quintero ha sido disputarle el territorio de Sonora a la facción de Los Chapitos y Los Salazar, liderada por los hijos de Joaquín el “Chapo” Guzmán.

### Detenciones
El viernes 15 de julio de 2022, Rafael Caro Quintero es arrestado en Choix, en la sierra de Sinaloa. El fundador del Cártel de Guadalajara, ahora Cártel de Sinaloa, por segunda vez le es ejecutada una orden de aprehensión por autoridades mexicanas. Catorce marinos fallecieron cuando se estrelló el helicóptero en el que se trasladaban después de haber capturado al capo. A pesar de la captura, algunos medios mencionan que la operación fue demasiado celebrada y sobredimensionada, teniendo en cuenta que la participación del cártel es local, a diferencia de cárteles más simentados como el Cártel de Juárez o el Cártel de Sinaloa.
No fue hasta el 30 de abril del siguiente año que fue detenido Rodrigo Omar alias "El R” en un operativo realizado por elementos de Fiscalía General de la República y Secretaría de Marina, esto en la  en la zona metropolitana de Guadalajara”.

## Ataques y enfrentamientos
Dos hieleras con los restos de tres personas descuartizadas fueron encontrados en el kilómetro 75, a la altura del Ejido 15 de Septiembre, esto en mayo de 2020. También se informo que en la zona se hallaron ponchallantas y un narco mensaje donde el Cártel de Caborca se adjudicaba los homicidios. El 21 de junio del mismo año un enfrentamiento entre células del crimen organizado dejó un saldo de dos civiles y diez sicarios muertos, y las manos atadas en la carretera Caborca–Sonoyta, cuatro vehículos, un tráiler y cuatro domicilios totalmente calcinados, así como la explosión de una bomba en una gasolinera. Durante el enfrentamiento, autoridades decomisaron armas largas, incluidos un rifle Barrett M82 y vehículos con blindaje artesanal.
El 30 de septiembre de 2020, sicarios del Cártel de Caborca se enfrentaron contra elementos de la Guardia Nacional de México, dejando como saldo diez personas lesionadas, y dejando al menos catorce vehículos afectados (la mayoría por el uso de "ponchallantas")
El 26 de junio de 2021 un enfrentamiento entre miembros del Cártel de Caborca y oficiales de la Policía Estatal, que dejó como saldo tres sicarios muertos y siete detenidos, esto en la comunidad de Los Alamitos.
En 2021, cinco cadáveres  abandonados cerca de la vía del tren fueron hallados en los límites del municipio de Caborca con Pitiquito, dos  de los cuerpos habían sido mutilados por el ferrocarril. Si bien los cuerpos fueron hallados el 8 de septiembre, según peritos habían sido abandonados en días pasados.
El 20 de marzo de 2023, un enfrentamiento entre el cártel y los Chapitos dejó como saldo siete muertos y cuatro heridos, decomisando 11 armas de distintos calibres y 10 vehículos, así como el arresto a dos personas, esto en el municipio de Caborca.
El 1 de junio, es encontrado en una brecha en Quintana Roo el cuerpo de un militar, el cual participó en el enfrentamiento de miembros del Cártel de Caborca.
En octubre del mismo año, el brazo armado del Cártel de Caborca "La Plaza" abandono un narcomensaje donde menciona una alianza entre la organización criminal y la facción de Los Chapitos, del Cártel de Sinaloa, y pronunciarse contra la producción de fentanilo. El brazo armado, se sabe que es comandado por  Sajid Emilio Quintero Navidad, alías "Cadete", siendo primo de Rafael Caro Quintero, y como antecedente Sajid fue jefe de plaza de los Beltrán Leyva y fue detenido en 2017, operando desde prisión.